# Кметове на Битоля
Списък на кметовете на западномакедонския град Битоля (Битола), Северна Македония.

## Царство България (1915 – 1916)
| Име           | Години      |
| ------------- | ----------- |
| Гьорче Петров | 1915 - 1916 |

## Царство България (1941 – 1944)
| Име            | Години                           |
| -------------- | -------------------------------- |
| Илия Ненчев    | 21 октомври 1941 – 29 април 1943 |
| Христо Светиев | 29 април 1943 – 9 септември 1944 |

## Югославия (1944 – 1991)
| Име                     | Години                               |
| ----------------------- | ------------------------------------ |
| Кръсто Симовски         | 4 ноември 1944 – 19 февруари 1945    |
| Филип Михалиди          | 24 февруари – 24 април 1945          |
| Ристо Манев             | 24 април – 12 август 1945            |
| Лазо Хаджипоповски      | 3 август 1945 – 10 януари 1946       |
| Димитър Гърданов        | 11 януари 1946 – 14 април 1947       |
| Томе Димитровски-Кьосот | 15 април 1947 – 21 ноември 1948      |
| Янку Влаху              | 22 ноември 1948 – 23 април 1952      |
| Борис Трайковски-Лале   | 22 ноември 1948 – 23 април 1952      |
| Мишко Божиновски        | 25 декември 1952 – 12 септември 1954 |
| Георги Георгиев-Гюц     | 13 септември 1954 – 18 ноември 1956  |
| Йорго Ристевски         | 18 ноември 1956 до 30 декември 1959  |
| Драган Захариевски      | 21 декември 1959 – 26 ноември 1962   |
| Никола Бакулевски       | 27 ноември 1962 – 23 май 1967        |
| Яким Ивановски          | 24 май 1967 – 17 април 1974          |
| Стево Бояджиев          | 18 април 1974 – 12 април 1982        |
| Георги Михайловски      | 13 април 1982 – 13 април 1986        |
| Юлияна Атанасова        | 14 април 1986 – 13 април 1988        |
| Трайче Дойчиновски      | 14 април 1988 – 30 януари 1991       |

## Република Македония (от 1991)
| Име                                   | Име                                  | Години                              | Партия     |
| ------------------------------------- | ------------------------------------ | ----------------------------------- | ---------- |
| Златко Милошевски                     | Златко Милошевски                    | 30 януари 1991 – 17 май 1994        |            |
| Спиро Филиповски, Михаило Георгиевски | Спиро Филиповски;Михаило Георгиевски | 18 май 1994 – 16 юли 1995           |            |
| Деян Ристевски                        | Дејан Ристевски                      | 18 юли 1995 – 16 декември 1996      |            |
| Силян Мицевски                        | Силјан Мицевски                      | 17 декември 1996 – 23 октомври 2000 | СДСМ       |
| Златко Вършковски                     | Златко Вршковски                     | 23 октомври 2000 – 10 април 2005    | СДСМ       |
| Владимир Талески                      | Владимир Талески                     | 10 април 2005 – 24 октомври 2017    | ВМРО-ДПМНЕ |
| Наташа Петровска                      | Наташа Петровска                     | 25 октомври 2017 – 10 ноември 2021  | СДСМ       |
| Тони Коняновски                       | Тони Коњановски                      | 10 ноември 2021 – настояще          |            |